# وودلند کافه
وودلند کافه (به انگلیسی: Woodland Café) یک فیلم کوتاه انیمیشن محصول دیزنی از مجموعه سمفونی احمقانه است. این فیلم به روش تکنی‌کالر فیلمبرداری و در سال ۱۹۳۷ توسط یونایتد آرتیستز منتشر شد و در سال ۱۹۴۸ توسط آر.ک.ئو مجدداً منتشر شد. کارگردان این اثر ویلفرد جکسون و لی هارلاین ساخت موسیقی این فیلم را به عهده داشت. 